# Лучеса (Смоленская область)
Лучеса — деревня в Смоленской области России, в Починковском районе.
Расположена в центральной части области в 0,8 км к востоку от городской черты Починка, на автодороге Новоалександровский(А101) — Спас-Деменск — Ельня — Починок. Население — 532 жителя (2007 год). Административный центр Ленинского сельского поселения.

## Экономика
Девятилетняя школа, животноводческий комплекс.

## Известные жители и уроженцы
- Сергей Иванович Бизунов (1914—1983) — Герой Социалистического Труда.
- Мария Павловна Мендерова (1933—2016) — Герой Социалистического Труда.
- Василий Фёдорович Михальков (1919—1962) — Герой Советского Союза.
- Владимир Иванович Селезнёв (1924—2013) — полный кавалер Ордена Славы.
- Константин Николаевич Тарновский (1921—1987) — историк.